# Мануїл Комнін (куропалат)
Мануїл Комнін (бл. 1045 —17 квітня 1071) — військовий діяч Візантійської імперії.

## Життєпис
Походив зі знатного роду Комнінів. Старший син Іоанна Комніна, доместіка схол Заходу, та Анни Далассени. Народився близько 1045 року. Розпочав кар'єру під орудою батька, що був наближеною особою до імператора Ісаака I. Брав участь у військових діях у 1059 році проти угорців та печенігів. Продовжив свою кар'єру за імператора Костянтина X.
У 1068 році одружився з родичкою імператора Романа IV, який надав Мануїлу Комніну титул куропалата та посаду простратора. У 1070 році очолював похід проти сельджуків на посаахі стратега-автократа та протопроедра до фем Каппадокія та Арменіакон, куди вдерлися сельджуки. Проте візантійці зазналои поразки у битві при Себастії Капподокійській, а Комнін потрапив у полон. Але тут зумів перетягнути на свій бік сельджуцького військовика — мамлюка Хризосковла, який перейшов на бік Візантії. Завдяки цьому було відновлено кордони імперії до Карсу, після чого Мануїл Комнін з триумфом повернувся до Константинополя.
У 1071 році під час великого походу проти сельджуцького султана Алп-Арслана у візантійському війську під орудою імператора очолював один з флангів на посаді стратеарха. Не брав участь у битві біля Манцикерту, оскільки в Віфінії раптово захворів на якусь вушну інфекцію й невдовзі помер у монастирі Богородиці.